# Олимпия (тип судов на подводных крыльях)
Олимпия — серия морских пассажирских теплоходов на подводных крыльях второго поколения (проект 14600), разработанных Центральным конструкторским бюро по судам на подводных крыльях имени Алексеева. Предназначено для скоростной перевозки пассажиров в светлое время суток с удалением от порта-убежища до 50 миль в открытом море и до 100 миль — в крупных озёрах.

## История
Суда были спроектированы к Олимпийским играм в Барселоне 1992 года и строились на судостроительном заводе «Море» (Феодосия). Первое судно серии построено в 1993 году. Два судна первоначально работали в Эстонии (Olimpia 1 и Jaanika), в дальнейшем — на Чёрном море.
Построено 2 судна, оба утилизированы. Ещё два однотипных судна не достроены, одно из них с 2002 года находится в Керчи на судостроительном заводе в высокой степени готовности.

## Описание

### Корпус
Корпус судна выполнен из алюминиево-магниевого сплава 1561.

### Силовая установка
Теплоход оснащён двумя V-образными дизелями водяного охлаждения производства MTU и дизель-генератором производства Deutz мощностью 78 кВт, вырабатывающим трёхфазный переменный ток напряжением 380 вольт и частотой 50 герц. Вращение от главных дизелей передаётся через редукторы и валопроводы на два пятилопастных винта.

### Крыльевое устройство
Крыльевое устройство «Олимпии» состоит из трёх крыльев: носового, среднего и кормового. Это отличает конструкцию судна от «Метеоров», «Ракет» и «Комет», оснащённых только двумя крыльями.